# Aphyocheirodon
Aphyocheirodon is een monotypisch geslacht van straalvinnige vissen uit de familie van de karperzalmen (Characidae).

## Soort
- Aphyocheirodon hemigrammus Eigenmann, 1915